# Res a declarar
Res a declarar (títol original en francès: Rien à déclarer) és una pel·lícula francobelga de comèdia de 2010, escrita i dirigida per Dany Boon. Boon també interpreta un dels protagonistes, juntament amb Benoît Poelvoorde; el repartiment també compta amb Karin Viard, François Damiens, Bouli Lanners i Olivier Gourmet. Aquesta pel·lícula ha estat doblada al català.
La cinta tracta temes com la xenofòbia i com la visió que la Unió Europea té d'Europa a la pràctica pot ser perjudicial per a l'economia local a les regions frontereres.

## Argument
Ruben Vandervoorde (Benoît Poelvoorde), agent de duanes belga, s'assabenta que el seu lloc de treball i els dels seus companys desapareixeran de manera imminent quan s'elimini el control de la frontera entre França i Bèlgica l'1 de gener del 1993 a causa de la Unió Duanera de la Unió Europea. Set anys més tard, els funcionaris del lloc fronterer situat a la localitat de Courquain (França) / Koorkin (Bèlgica) es veuen obligats a treballar en equip formant una brigada mixta. Com els negocis de la frontera han anat tancant han de treballar al No Man's Land, el restaurant que regenten Irène (Karin Viard) i Jacques (François Damiens) Janus i on els agents de duanes d'ambdós països solen fer els seus àpats.
Però la francofòbia de Vandervoorde, que li ve del pare i intenta inculcar al seu fill, és un impediment. L'agent francès Mathias Ducatel (Dany Boon) enemic declarat de Vandervoorde, està secretament enamorat de Louise, la germana d'aquest; li demana que s'hi casi, però intenta per tots els mitjans ocultar-ho a en Ruben. Ruben i Mathias deixen finalment de banda les seves antigues picabaralles i uneixen esforços per pentinar les carreteres rurals frontereres amb una frontera mòbil, un vehicle especial de les duanes internacionals: un Renault 4L a punt d'anar al desballestament.
El narcotraficant M. Duval (Laurent Gamelon) també s'ha d'adaptar a la lliure circulació. Després d'intentar diverses vegades fer passar les seves mercaderies per la frontera, fins i tot utilitzant una ambulància, recorrerà a Jacques desesperat per evitar que els agents de duanes que li segueixen el rastre interceptin les seves càrregues.

## Repartiment
| Intèrpret              | Personatge                                  | Veu en català         |
| ---------------------- | ------------------------------------------- | --------------------- |
| Benoît Poelvoorde      | Ruben Vandevoorde                           | Xavier Fernández      |
| Dany Boon              | Mathias Ducatel                             | Àlex Messeguer        |
| Karin Viard            | Irène Janus, propietària del No Man's Land  | Teresa Manresa        |
| François Damiens       | Jacques Janus, propietari del No Man's Land | Toni Sevilla          |
| Julie Bernard          | Louise Vandevoorde                          | Núria Trifol          |
| Éric Godon             | Willems, el cap de duanes belga             | Joan Massotkleiner    |
| Zinedine Soualem       | Lucas Pozzi                                 | Ramon Hernández       |
| Bruno Lochet           | Tiburce, el missatger de la droga           | Jaume Villanueva      |
| Nadège Beausson-Diagne | Nadia Bakari                                |                       |
| Philippe Magnan        | Mercier, el cap de duanes francès           | Eduard Elias          |
| Guy Lecluyse           | Grégory Brioul                              | Joan Antón Ramoneda   |
| Laurent Gamelon        | M. Duval, el traficant de droga             | Domènec Farell        |
| David Coudyser         | el conductor de la campanya                 |                       |
| Jérôme Commandeur      | el conductor francès                        | Albert Trifol         |
| Bouli Lanners          | Bruno Vanuxem                               | Eduard Doncos         |
| Jean-Luc Couchard      | germà Vanuxem                               | Marc Torrents         |
| Olivier Gourmet        | el sacerdot Chimay                          | Enric Isasi-Isasmendi |
| Bruno Moynot           | agent immobiliari                           | Jaume Mallofré        |
| Jean-Paul Dermont      | Léon Vandevoorde, pare de Ruben i de Louise |                       |
| Laurent Capelluto      | La Balle, el rus                            | Marc Torrents         |
| Chritel Pedrinelli     | Olivia Vandevoorde                          |                       |
| Joachim Ledeganck      | Léopold Vandevoorde                         | Elisabet Bargalló     |
| Sylviane Alliet        | clienta del No Man's Land                   |                       |

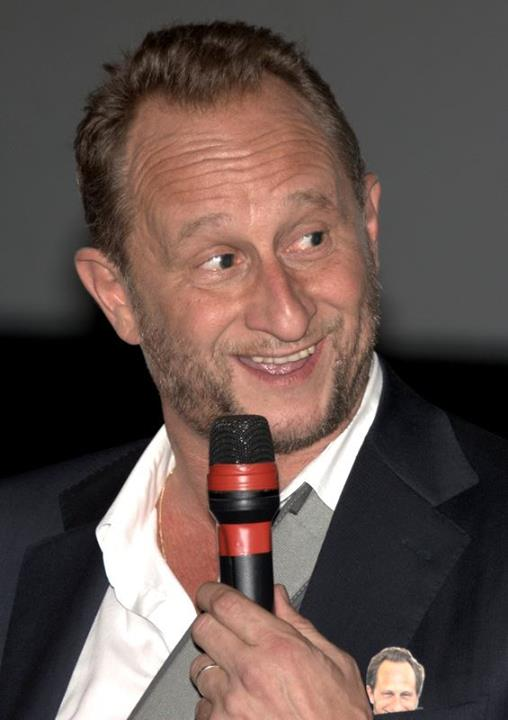
Benoît Poelvoorde
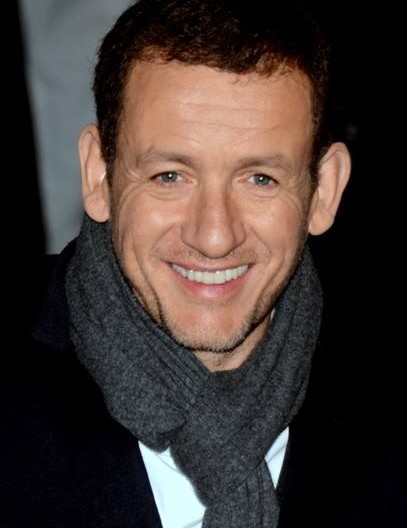
Dany Boon
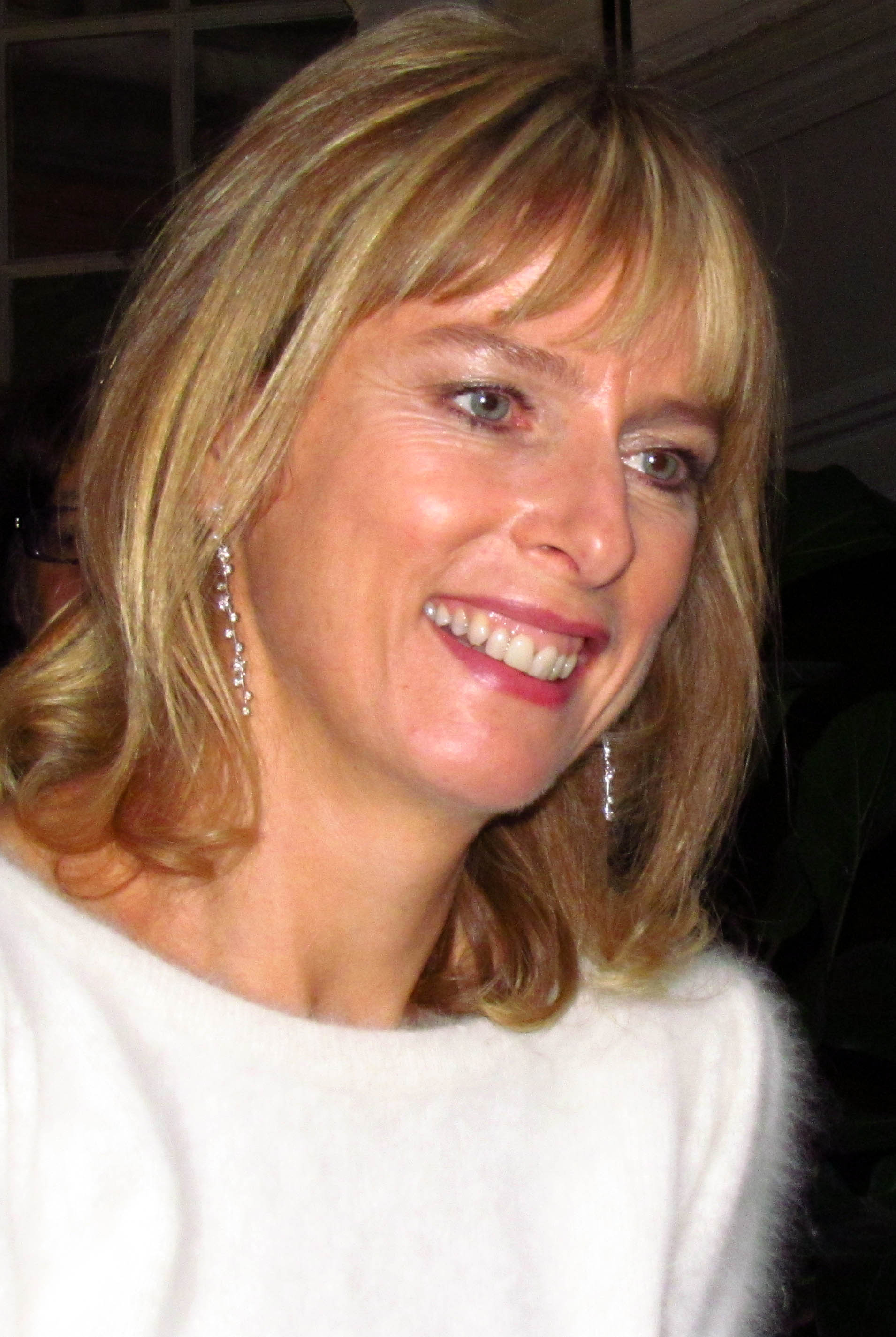
Karin Viard
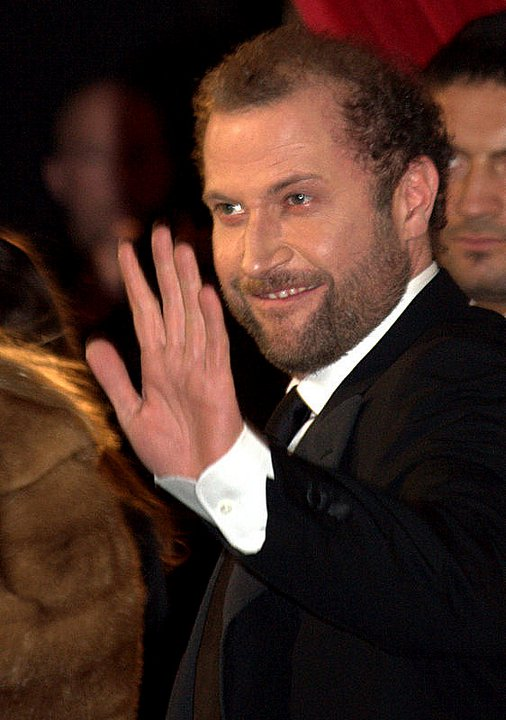
François Damiens
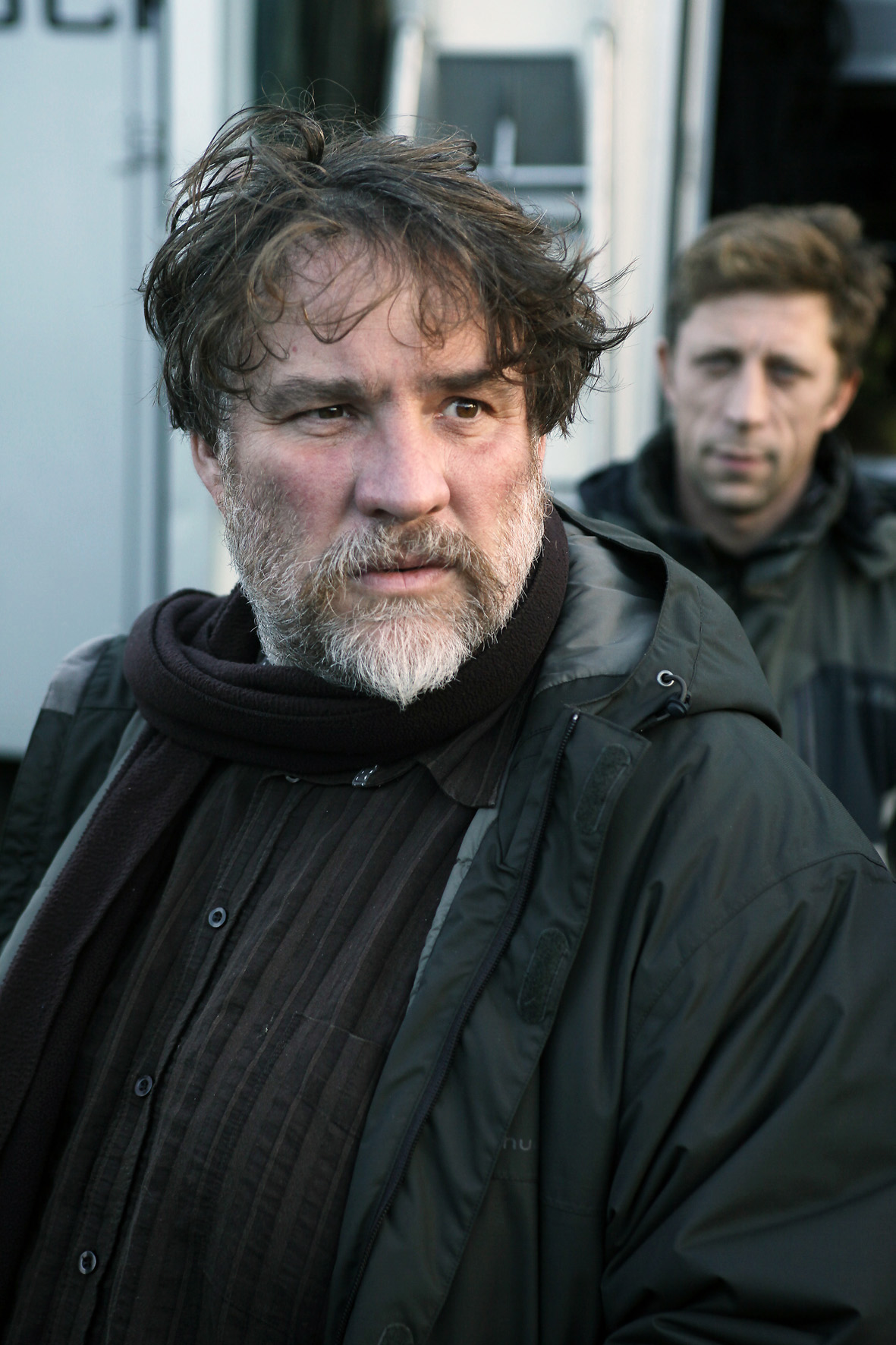
Bouli Lanners
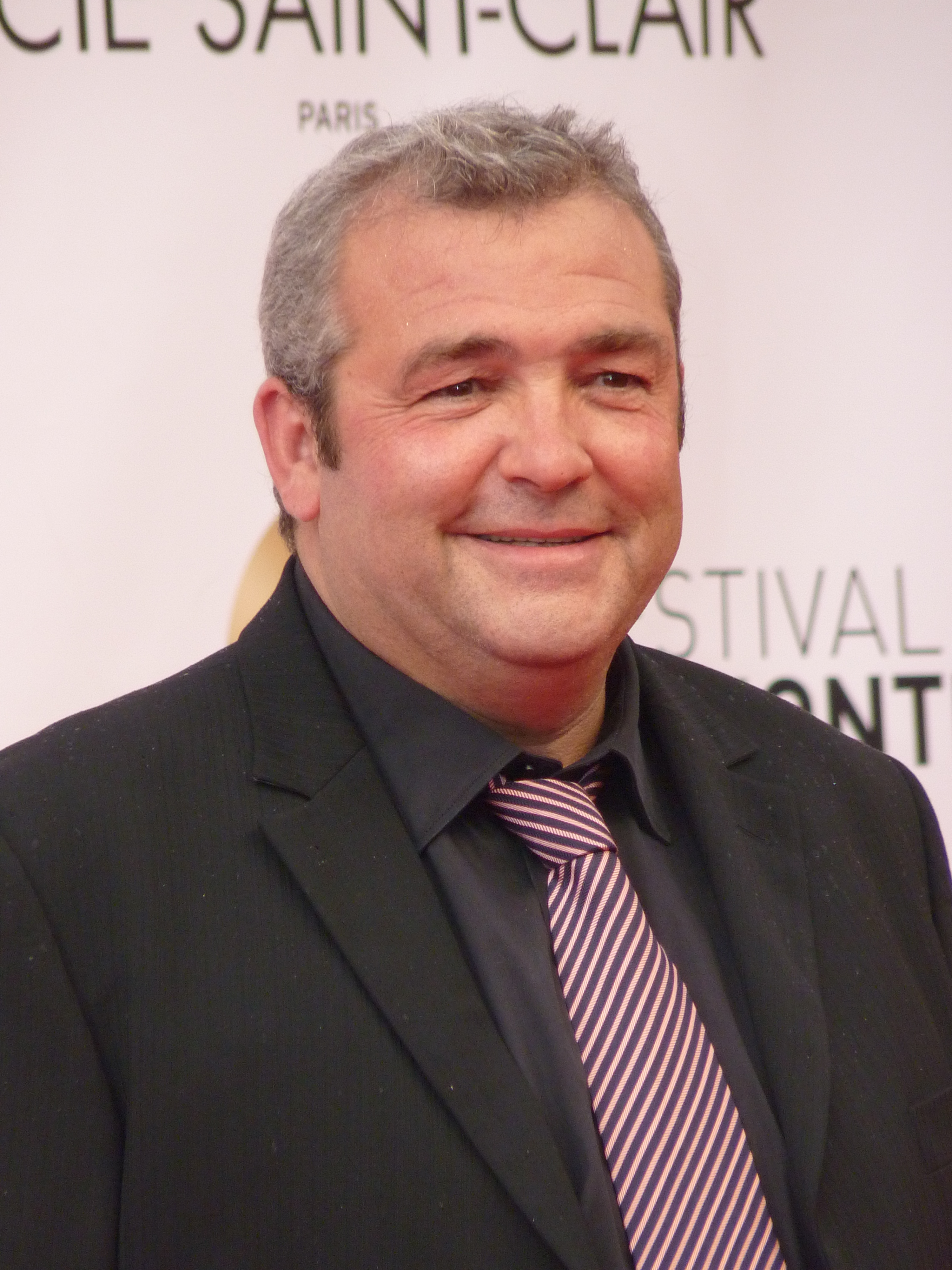
Laurent Gamelon
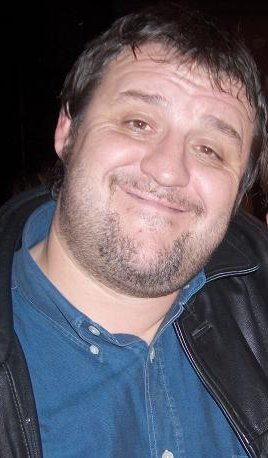
Guy Lecluyse
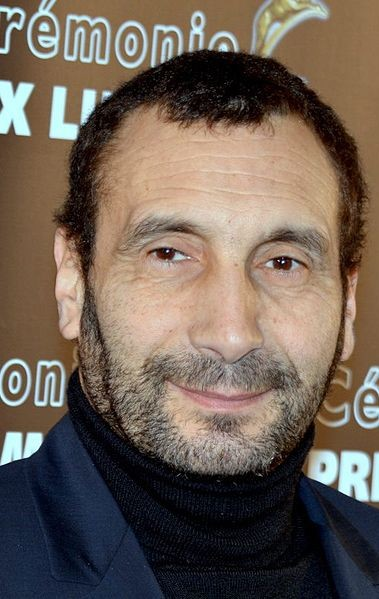
Zinedine Soualem
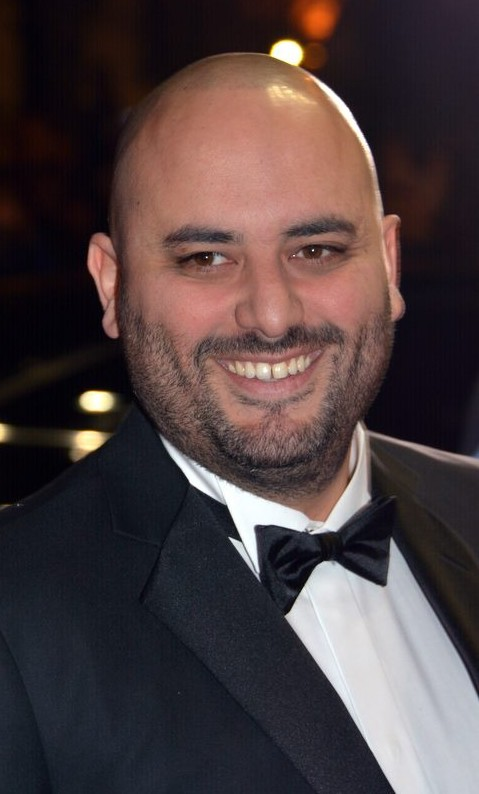
Jérôme Commandeur
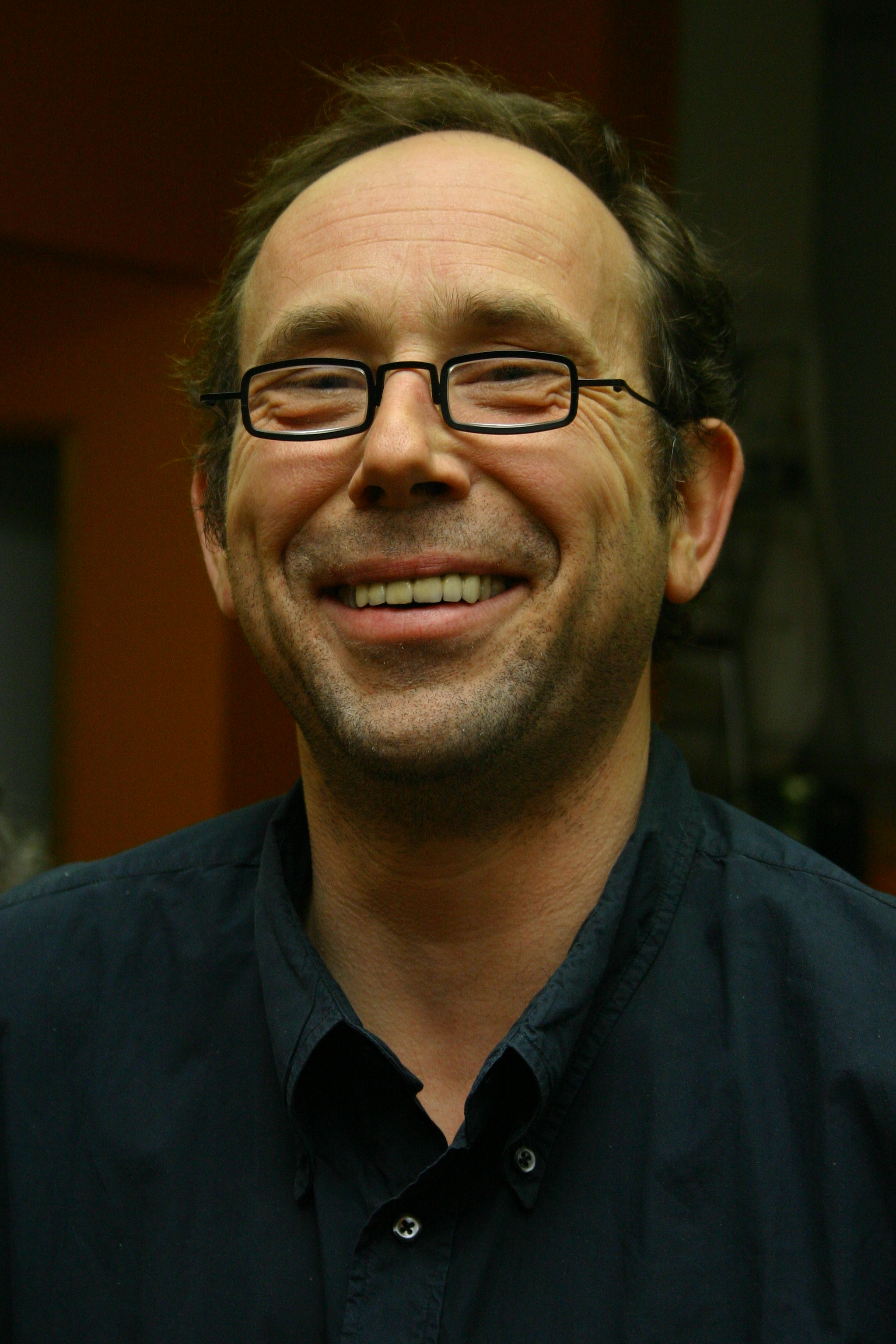
Olivier Gourmet

## Producció

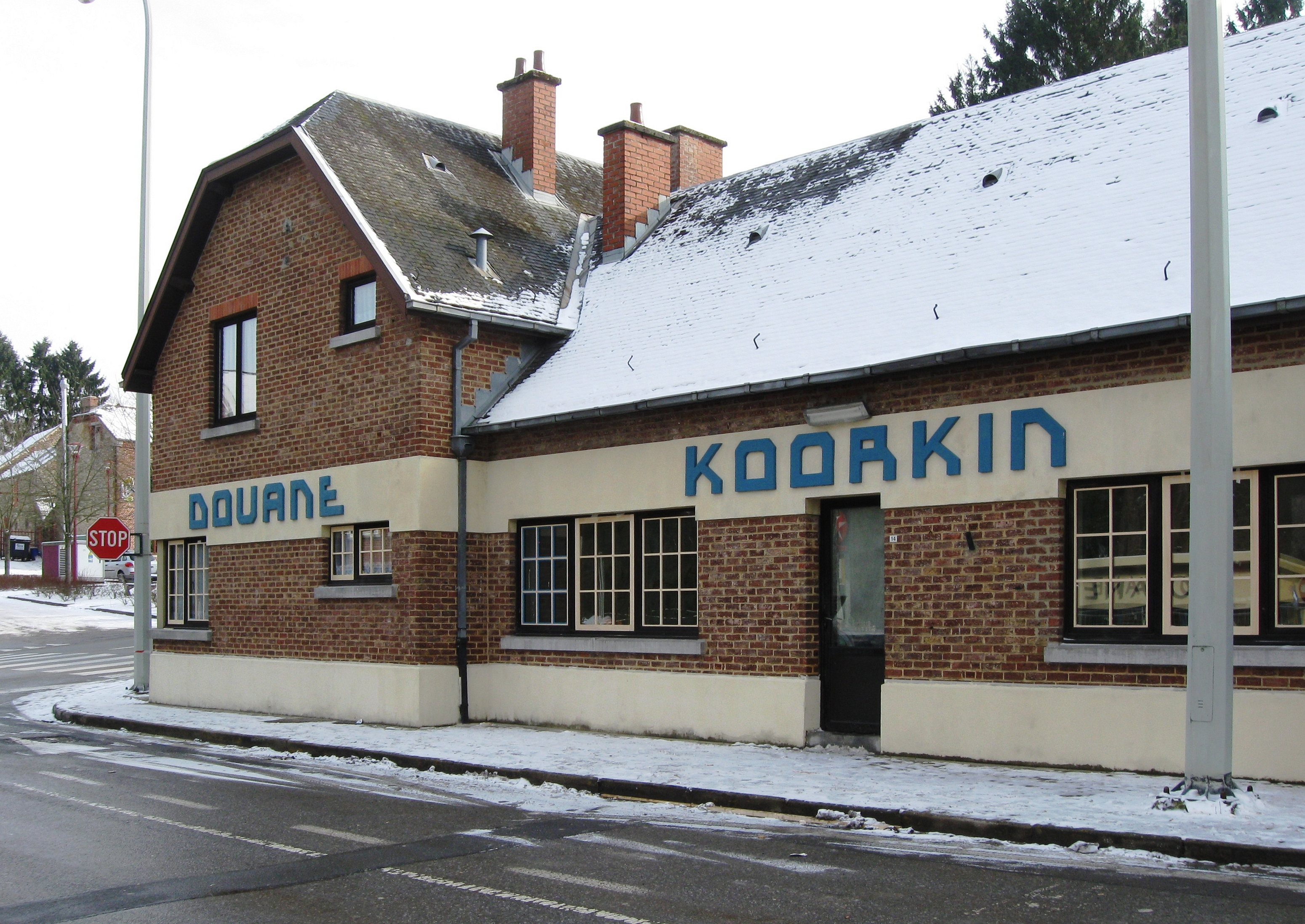
Macquenoise es va convertir en Courquain/Koorkin durant el rodatge.

La pel·lícula és una coproducció entre França i Bèlgica de les productores Pathé i Les Productions du Ch'timi amb TF1 Films Productions i Scope Pictures, amb Jérôme Seydoux com a productor. Va comptar amb un pressupost de 23,5 milions d'euros, 6 milions dels quals per part de TF1 Films Productions, i que inclouen precompres de Canal+ i CinéCinéma, així com el subsidi de Wallimage i prop d'1,5 milions en màrqueting invertits per Pathé.
Tot i que la producció és del 2010 i la preestrena va fer-se el 15 de desembre d'aquell any, la pel·lícula no es va estrenar de manera oficial fins al 26 de gener de 2011, tot i que tan sols a les sales de cinema belgues i en algunes franceses, i posteriorment va fer-ho a diversos països de manera escalonada durant el 2011, i al Líban i als Emirats Àrabs Units el 2012. Per a la seva estrena, se'n van fer 975 còpies.
El primer dia de càsting va tenir lloc al centre cultural de Chimay el 22 de gener de 2010. Van presentar-s'hi 2.000 persones per intentar aconseguir una plaça com a extra, i el sou era de 30 euros al dia. Els extres havien d'anar-hi amb roba de la dècada del 1980 i del 1990.
Per primera vegada al cinema, la pel·lícula va gaudir d'una roda de premsa uns dies abans de l'inici del rodatge, a causa de la gran expectació del públic.

### Guió
El guió el va elaborar Dany Boon i va comptar amb la col·laboració de la seva dona Yaël, acreditada de vegades com a col·laboradora artística. En una entrevista del 2011, l'actor va explicar que la idea de la història té el seu origen en la seva infància, quan anava a peu per un llarg camí de sirga per comprar-li cigarretes al seu pare a la frontera amb Bèlgica, i afegia: «Abans que caigués la frontera, hi havia alguna cosa realment fantàstica a lliscar entre les línies imaginàries que separaven els dos països».
En una altra ocasió, Boon va declarar que el guió estava inspirat tant en la seva joventut com en la història d'amor dels seus pares. Rememorant els seus dies d'adolescent, quan duia els cabells llargs i la carpeta de dibuixos amb insígnies de The Cure, l'actor va explicar que era aturat i escorcollat pels agents de duanes cada vegada que la creuava; i allà, va afegir, es trobava «en una autèntica terra de ningú. Era com estar en un carrer de western». La part del rebuig i del racisme hi és evocada: «El meu pare era cabilenc i la meva mare francesa», i quan ella es va quedar embarassada va ser rebutjada per part de la seva família.
A la pel·lícula, Dany Boon es diu Mathias Ducatel; Ducatel és en realitat el cognom de la seva mare.
Per preparar la seva pel·lícula, Boon va recercar en els arxius de l'època i també va entrevistar-se amb diversos antics duaners que encara eren funcionaris l'any 1993, quan els seus càrrecs van desaparèixer.

### Localització
Es va començar a rodar el 15 de febrer de 2010. La localitat belga de Macquenoise, al municipi való de Momignies, va fer d'escenari per a la pel·lícula, en particular el lloc duaner, tot i que a Res a declarar el poble s'anomena Courquain en francès o Koorkin en flamenc. Dany Boon havia visitat diversos antics llocs fronterers abans de decidir escollir el de Macquenoise, en part perquè el lloc havia mantingut l'autenticitat. Posteriorment la localitat va acollir un museu amb accessoris i material emprat durant la filmació.
També es va rodar a la localitat francesa d'Hirson, a l'entitat de Momignies i a les localitats belgues d'Onhaye, Dinant, Chimay i Bruxelles (Ixelles), així com als pobles valons de Corroy-le-Grand, de Seloignes i Forges. Algunes escenes es van rodar a l'edifici de l'herbari del Jardí botànic nacional de Bèlgica, a Meise, en particular a l'escala.
Les primeres ubicacions de la pel·lícula van tenir lloc al lloc fronterer francès de Baisieux, entre Tournai i Villeneuve-d'Ascq, el 4 de desembre de 2008. Dany Boon «volia sentir les relacions entre les persones, la manera de dirigir-se al seu cap, el que penjaven a les parets, les relacions franco-belgues, etc.», segons va explicar l'agent de duana Catherine Boilly.

### Automòbil

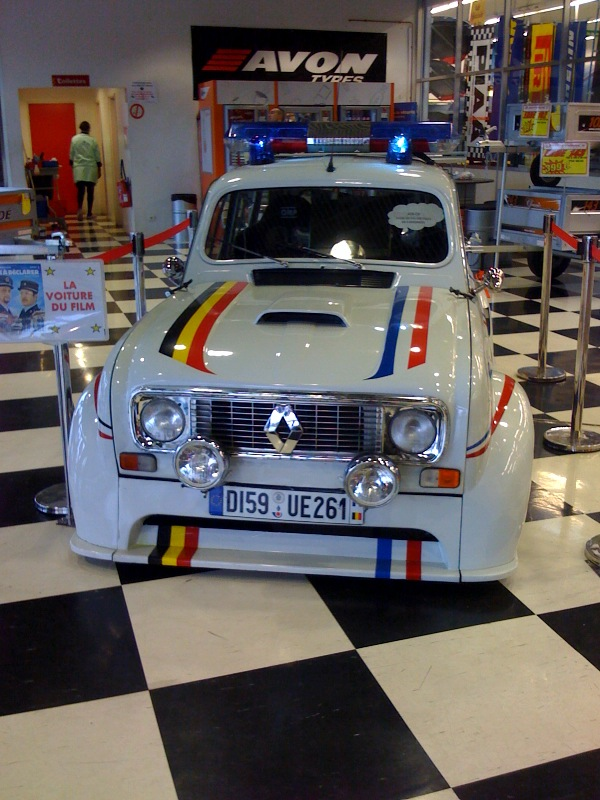
El Renault 4L modificat que es va emprar a la pel·lícula.

Va ser Jean-Claude Lagniez, pilot de carreres i cap de Ciné Cascade (que condueix el Ferrari que és avançat pel Renault 4L personalitzat a la pel·lícula) qui es va encarregar de la personalització dels cotxes de la pel·lícula. Va comprar un 4L en bon estat i el va fer envellir amb un òxid fals. S'havia previst un segon 4L per poder substituir els recanvis, en particular les rodes. Per necessitats de la pel·lícula, es van fabricar dos models 4L personalitzats. Per a això, Jean-Claude Lagniez i el seu equip van utilitzar les rodes, els motors i el tren de rodatge de dos Citroën BX GTI 16 vàlvules (2 litres, 160 CV); per a la part superior del cotxe, es van transformar peces de 4L, i els parafangs davanter i posterior es van fer sobre bases de Volkswagen Escarabat. Les portes posteriors estaven soldades, un aleró instal·lat a la part davantera, seients de cub, un volant esportiu i barres de seguretat a l'interior. Es van haver d'afegir altres arcs i reforçar el xassís per millorar el maneig del cotxe.
El 4L personalitzat de la pel·lícula es va vendre finalment a una subhasta el juny de 2011 a un propietari d'una discoteca de Lilla per 25.000 euros, que van ser donats a la Fondation de France. El nou propietari va declarar: "Volia complaure Dany primer amb una oferta alta, però també assegurant-me que el cotxe de la pel·lícula es quedés al nord. (...) Prestaré el vehicle a ajuntaments i associacions per a exposicions”. Malauradament, el vehicle va ser víctima d'un accident de trànsit en el camió que el transportavai va quedar totalment destruït.
Una còpia del vehicle, que servia de reclama a l'exterior del museu de Macquenoise, va ser cremada quan aquest va ser vandalitzat l'any 2018; l'R4 customitzat que va ser utilitzat durant el rodatge de la pel·lícula, que es trobava a l'interior del garatge, va salvar-se de l'atac i es va poder conservar.

### Escena eliminada
Es va rodar una escena final com a conclusió, de 10 minuts de durada, però finalment va ser eliminada durant el muntatge i la pel·lícula acaba d'una manera totalment diferent. El director va declarar: «Vaig partir de la idea que, molt sovint, els estrangers es tornen més racistes amb els estrangers que la gent dels països on estan establerts i que es neguen a associar-se amb aquesta paraula d'"estranger"», motiu pel qual va crear uns orígens bretons per a Léon Vandevoorde (Jean-Paul Dermont), el pare de Ruben i de Louise, qui havia esdevingut «més belga que belga» després d'haver patit racisme quan era més jove. Boon va desvelar els motius de l'eliminació d'aquesta seqüència: «Funcionava a la lectura, però en absolut a la pantalla per la bona i senzilla raó que danyava el caràcter de Benoît [Poelvoorde]».

## Recepció

### Taquilla
La pel·lícula va ser un èxit de taquilla; va mantenir-se tres setmanes al número 1 de les llistes a França, amb més de 5.700.000 espectadors, i a Bèlgica continuava en primera posició després de quatre setmanes, país on va recaptar 6 milions d'euros. Arran d'aquesta bona acollida, la productora i distribuïdora Pathé va signar amb Dany Boon un acord per tres llargmetratges més.

### Crítiques
El setmanari Le Journal du Dimanche, el diari Le Parisien i les revistes Paris Match i Télé 7 jours van valorar-la amb quatre estrelles sobre cinc. El primer destaca que Dany Boon «estreny cada cop més les línies, a favor del ritme i els gags, múltiples, però sense perdre mai aquesta poesia, aquest gust per l'absurd que li és propi i que fa la seva comèdia tan personal»; el segon el considerava «un entreteniment familiar, impulsat per una gran campanya de màrqueting», que tenia «el potencial d'atreure grans multituds»; la tercera en lloava les «situacions, gags i diàlegs divertits situats sobre un fons real», el ritme i els sentiments que s'hi mostren, alhora que considerava Boon «hereu indiscutible de Gérard Oury» i el titllava de mestre consolidat de la comèdia popular francesa de qualitat, i per la quarta, la pel·lícula era una comèdia «plena d'humor, emoció i números saborosos d'actors».
La crítica més elogiosa va provenir de TV Grandes Chaînes: «Amb Res a declarar, Dany Boon aconsegueix transformar l'assaig de Benvinguts al nord (...) Excel·lent comèdia, aquesta pel·lícula és divertida, ben interpretada, bon infant, i en última instància, lliura un missatge subtil de tolerància».
En canvi, diversos diaris nacionals francesos van jutjar la pel·lícula amb molta duresa; per a Le Figaro, «la pel·lícula és buida, mandrosa, cansada? Poc importa, només estrenar-la a 800 sales: quan el públic se n'adona, ja és dilluns i el cap de setmana ha batut rècords». Per al diari Le Monde: «Res a declarar, doncs, excepte que alguna cosa òbviament s'ha perdut de passada. Diguem-li gràcia còmica». I Gérard Lefort escriu a Libération: «El naufragi més desgarrador es refereix a Benoît Poelvoorde que realment no té res a declarar, excepte una capacitat autodestructiva per enfonsar-se en ganyotes sòrdides. Trist.»
Segons el diari digital de cinema i sèries de televisió De cine 21, «el resultat no aconsegueix potser el d'altres pel·lícules de Boon», com El meu millor amic o Benvinguts al nord, perquè el personatge interpretat per Benoît Poelvoorde (el cap de duanes belga) «és segurament massa delirant, de manera que a estones l'espectador queda esgotat del belga», tot i que considera que hi ha escenes hilarants. En conjunt, la pel·lícula va ser puntuada amb 5 estrelles sobre 10 per part del web i amb un 6,6 per part dels espectadors, amb un total de 17 vots.
Toni Vall, crític de Cinemanía, va dir-ne arran de la seva estrena: «El que comença com un pesat remei de les insuportables comèdies de Jean-Marie Poiré –Els visitants i engendres semblants– es converteix en la més lúcida i inesperada paràbola del caos legislatiu que té lloc a Bèlgica des de fa mesos i que ha convertit el país en la capital europea del deliri.» Va puntuar-la amb tres estrelles sobre cinc.
La mateixa puntuació va atorgar-li Nuria Vidal, de Fotogramas, qui la recomanava «per a amants de comèdies senzilles» i valorava la xenofòbia belga massa exagerada com el pitjor aspecte de la pel·lícula. En canvi, considerava Dany Boon com un bon substitut de Louis de Funès.